# Линдси, Александр, 25-й граф Кроуфорд
Александр Уильям Кроуфорд Линдси (англ. Alexander William Crawford Lindsay, 25th Earl of Crawford, 8th Earl of Balcarres; 16 октября 1812 — 13 декабря 1880, Флоренция), 25-й граф Кроуфорд (с 1869 г.), 8-й граф Балкаррес (с 1869 г.) — шотландский аристократ и историк, коллекционер. Он был известен как лорд Линдси с 1825 по 1869 год.

## Биография
Родился 16 октября 1812 года в замке Манкастер в Камбрии. Старший сын Джеймса Линдси, 24-го графа Кроуфорда (1783—1869), и Достопочтенной Марии Маргарет Фрэнсис Пеннингтон (1783—1850), дочери Джона Пеннингтона, 1-го барона Манкастера.
Александр Линдси начал своё образование в Итонском колледже, где обучался с 1824 по 1828 годы, затем получил степень Магистра искусств по окончании Тринити-колледжа Кембриджского университета в 1833 году.
Много путешествовал в Европе и на Востоке, оставил ценную библиотеку. Главные из его многочисленных трудов: «Письма о Египте, Эдоме и Святой земле» (англ. «Letters on Egypt, Edom and the Holy Land»; 1838), «Очерки по истории христианского искусства» (англ. «Sketches of the History of Christian Art»; 1847), «Анализ этрусских надписей» (англ. «Etruscan Inscriptions Analysed»; 1872), «500 лет графства Мар» (англ. «The Earldom of Mar during 500 years»; 1882), а также трёхтомник жизнеописаний рода Линдсей (англ. «Lives of the Lindsays»; 1849).
15 декабря 1869 года после смерти своего отца Александр Линдси унаследовал титулы 25-го графа Кроуфорда, 8-го графа Балкарреса, 2-го барона Уиганта их Хейг-Холла (Ланкашир), 8-го лорда Линдси и Балниела, 9-го лорда Линдси из Балкарреса.
68-летний 25-й граф Кроуфорд скончался 13 декабря 1880 года во Флоренции, Италия, и его гроб был доставлен домой для погребения в новом семейном склепе в Данечт-хаусе, недалеко от Абердина. Некоторое время спустя тело было украдено и в конце концов извлечено из неглубокой могилы 14 месяцев спустя. Памятник отмечает место, где было найдено тело в Данечте, но останки графа были снова похоронены в семейном склепе в Уигане. Местный браконьер был осужден за ограбление могил.

## Брак и дети
23 июля 1846 года Александр Линдси женился на Маргарет Линдси (31 декабря 1824 — 28 декабря 1909), дочери генерал-лейтенанта сэра Джеймса Линдси (1793—1855) и Энн Троттер (? — 1894), сестре бригадного генерала Роберта Джеймса Лойд-Линдси, 1-го барона Вэнтеджа из Локинджа (1832—1901). У супругов было семеро детей:
- Леди Мэри Сьюзен Фелиси Линдси (? — 27 ноября 1937), в 1878 году вышла замуж за достопочтенного Фредерика Джорджа Линдли Вуда (позже Мейнелла) (1846—1910), сына Чарльза Вуда, 1-го виконта Галифакса. У супругов было пятеро детей.
- Леди Элис Фрэнсис Линдси (? — 28 сентября 1915), муж с 1873 года полковник Джордж Брэмстон Арчер Хьюблон (1843—1913), трое детей
- Леди Маргарет Элизабет Линдси (? — 4 января 1912), муж с 1870 года Льюис Эшхерст Мадженди (? — 1885)
- Мейбл Линдси, умерла незамужней.
- Джеймс Людовик Линдси, 26-й граф Кроуфорд (28 июля 1847 — 31 января 1913), преемник отца.
- Леди Анна Кэтрин Сибил Линдси (1858 — 15 декабря 1936), в 1883 году вышла замуж за достопочтенного Фрэнсиса Боуз-Лайона (1856—1948), сына Клода Боуз-Лайона, 13-го графа Стратмора и Кингхорна, и стала тетей королевы Елизаветы по отцовской линии. У супругов было семеро детей.
- Леди Джейн Эвелин Линдси (14 мая 1862 — 2 января 1948), умерла незаумужней.